# 須齒獸
須齒獸（Pogonodon）是獵貓科下的一屬，外觀像貓科，但體型較斯劍虎細小。牠們生存於渐新世的歐洲及北美洲。